# Wilhelm Frölich

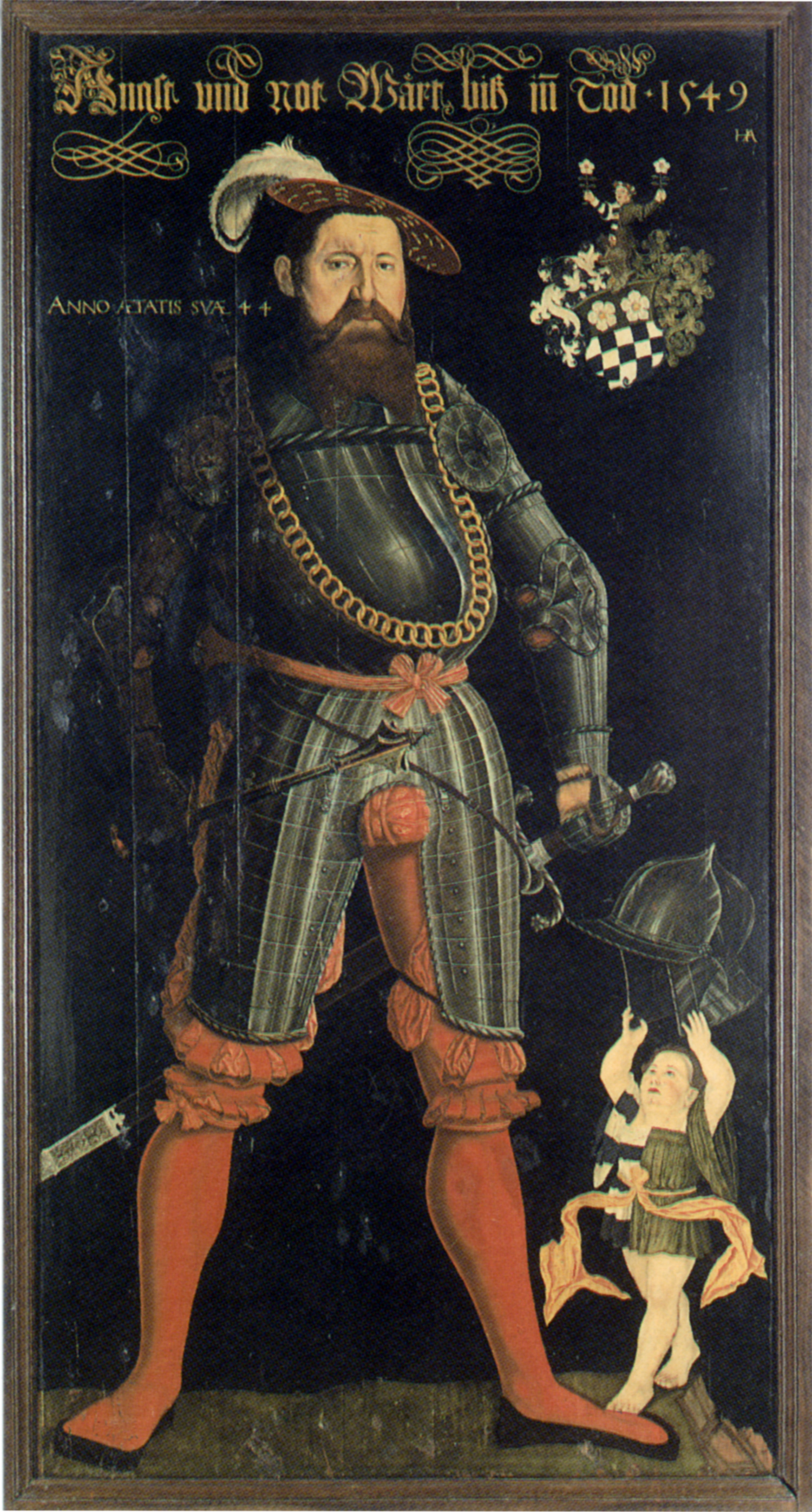
Wilhelm Frölich (Hans Asper, 1549)

Wilhelm Frölich (* 1504 oder 1505 in Riesbach; heimatberechtigt in Zürich, seit 1544 in Solothurn; † 4. Dezember 1562 in Paris) war ein Solothurner Grossrat und Offizier in französischen Diensten. Er gilt als «einer der erfolgreichsten Schweizer Söldnerführer».

## Leben und Wirken

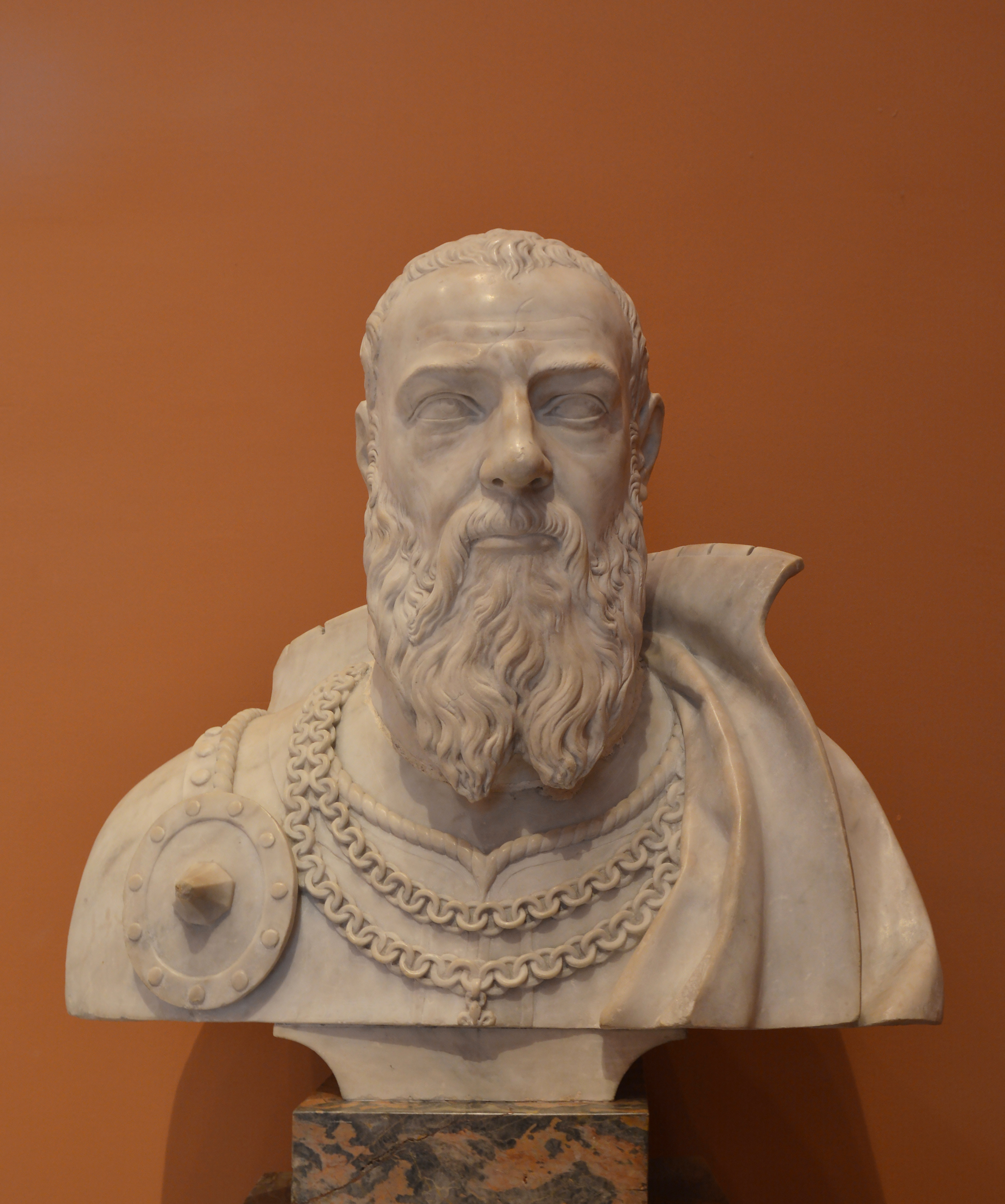
Wilhelm Frölich (Pierre Bontemps)

Wilhelm Frölich stammte aus einfachen Verhältnissen und wurde in Riesbach geboren. Er stand wohl erstmals 1522 in französischen Solddiensten. Den Rang eines Hauptmanns erhielt Frölich 1536. Während der Italienischen Kriege erwarb er im April 1544 ersten Ruhm als Sieger in der Schlacht von Ceresole. Er verlor jedoch das Zürcher Bürgerrecht wegen Reislaufens.
Frölich wurde 1544 Bürger von Solothurn und heiratete im folgenden Jahr Anna Rahn aus angesehener Zürcher Familie. Als Dolmetscher war er an der französischen Ambassade tätig und wurde 1550 Solothurner Grossrat und fünf Jahre später Jungrat.
Im Krieg Frankreichs gegen den Kaiser und Spanien in Italien nahm Frölich von 1551 bis 1557 als Oberst und Regimentskommandeur teil. König Heinrich II. adelte ihn 1556. Im folgenden Jahr wurde er päpstlicher Ritter. Es folgten 1558 und 1562 Einsätze in der Picardie und im Feldzug gegen die Hugenotten. Als «Leutnant» der königlichen Garde befehligte Frölich die Hundertschweizer (französisch Cent-suisses). Er starb 15 Tage vor der Schlacht bei Dreux (Blainville).
Der Söldnerführer Wilhelm Tugginer war Frölichs Neffe.
Der Maler Hans Asper und der Bildhauer Pierre Bontemps schufen zeitgenössische Darstellungen von Frölich.

## Belege
1. 1 2 3 4  Erich Meyer: Wilhelm Frölich. In: Historisches Lexikon der Schweiz.  1. März 2005.
2. ↑  Erich Meyer: Urs Schwaller. In: Historisches Lexikon der Schweiz.  10. November 2011.

| Personendaten    | Personendaten                        |
| ---------------- | ------------------------------------ |
| NAME             | Frölich, Wilhelm                     |
| KURZBESCHREIBUNG | Schweizer Söldnerführer und Grossrat |
| GEBURTSDATUM     | 1504                                 |
| GEBURTSORT       | Solothurn, Schweiz                   |
| STERBEDATUM      | 4. Dezember 1562                     |
| STERBEORT        | Paris, Frankreich                    |